# Amun-Re
Amun-Re – gra planszowa z gatunku eurogier autorstwa Reinera Knizi, wydana w 2003 roku przez Hans im Glück w języku niemieckim, przez Rio Grande Games w angielskim i 999 Games w holenderskim. Gra została laureatem nagrody Deutscher Spiele Preis 2003.
Gracze mają za zadanie zbudować piramidy na pustyni starożytnego Egiptu oraz osiągnąć dominację w prowincjach. Jest to gra typu licytacyjnego, która może być dwojakiego rodzaju – otwarta jak i "na ślepo".

## Nagrody
- Deutscher Spiele Preis 2003 – wygrana
- Spiel des Jahres 2003 – rekomendacja[2]
- Meeples' Choice Award 2003 – wygrana
- International Gamers Award 2003 – najlepsza gra strategiczna  – nominacja
- Nederlandse Spellenprijs 2004 – nominacja[3]